# Wołyńska Rada Obwodowa

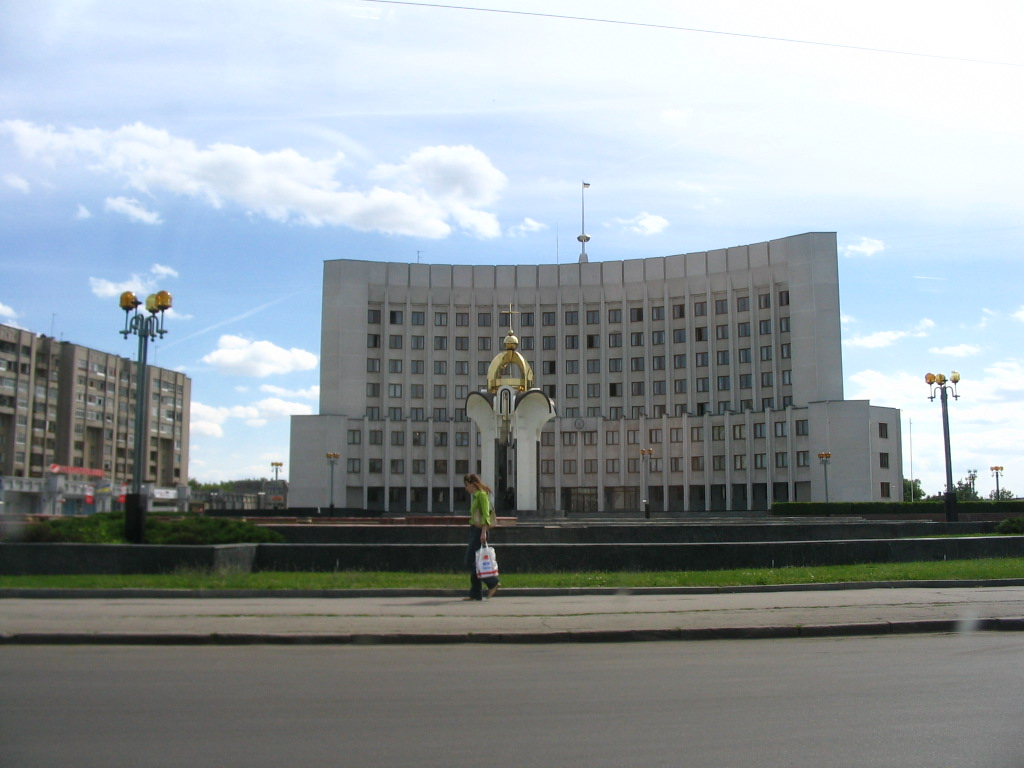
Budynek rady obwodowej

Wołyńska Rada Obwodowa (ukr. Волинська обласна рада) – organ obwodowego samorządu terytorialnego w obwodzie wołyńskim Ukrainy, reprezentujący interesy mniejszych samorządów – rad rejonowych, miejskich, osiedlowych i wiejskich, w ramach konstytucji Ukrainy oraz udzielonych przez rady upoważnień. Siedziba Rady znajduje się w Łucku.
Obecnie Rada składa się z 80 delegatów, wybieranych na 5-letnie kadencje. 

## Przewodniczący Rady
- Borys Klimczuk (od czerwca 1992 do kwietnia 1998)
- Anatolij Hryciuk (od 12 maja 2006)
- Wołodymyr Wojtowycz (od 18 listopada 2010)